# ناتستسا
ناتستسا (به آلمانی: Nazza) یک شهر در آلمان است که در وارتبورگکرایس واقع شده‌است. ناتستسا ۶۴۸ نفر جمعیت دارد.